# Anselm Strauss
Anselm Leonard Strauss (ur. 18 grudnia 1916 w Nowym Jorku, zm. 5 września 1996 w San Francisco) – amerykański socjolog.

## Życiorys
Anselm Strauss urodził się w Nowym Jorku w 1916 roku i początkowo mieszkał w Mount Vernon w stanie Nowy Jork. Stopnień bakałarza biologii otrzymał na Uniwersytecie Virginia, natomiast stopień magistra i doktora socjologii na Uniwersytecie Chicago. Magisterium pisał pod kierunkiem Herberta Blumera. Nauczał na Lawrence College w Wiscinson, Uniwersytecie Indiana, i na Uniwersytecie Chicago, zanim w roku 1960 przeniósł się do San Francisco (UCSF), gdzie wykładał socjologię i metody jakościowe badań socjologicznych. Na Uniwersytecie Kalifornijskim - San Francisco pracował 27 lat. Stworzył Department Of Social and Behavioral Sciences, którego dyrektorem był przez wiele lat, wykazując się dużymi zdolnościami organizacyjnymi. Do pracy w tej instytucji A. Strauss zaangażował tak wybitnych socjologów jak: Leonard Schatzmann, Egon Bittner, Barney Glaser, Fred Davies, Eliot Freidson i wielu innych. Profesor A. L. Strauss odszedł na emeryturę w roku 1987. Nauczał ciągle metod jakościowych na swym słynnym seminarium, aż do 21 maja 1996 roku.

## Osiągnięcia
Anselm Strauss opublikował 33 książki oraz ponad 100 artykułów. Głównym osiągnięciem A. Straussa są jego dokonania w obszarze metodologii badań jakościowych, socjologii pracy i zawodów, badań chorób przewlekłych oraz negocjacji. Głównym źródłem jego inspiracji był pragmatyzm społeczny i szkoła socjologiczna zwana symbolicznym interakcjonizmem. A. Strauss był laureatem Nagrody im. G.H. Meada, oraz H. Blumera. Wspólnie z Barneyem Glaserem opracował jakościową metodologię badawczą, która jest obecnie szeroko znana w świecie jako ‘metodologia teorii ugruntowanej’. Praca ta stała się początkiem nowego odłamu w symbolicznym interakcjonizmie zwanego często ‘teorią ugruntowaną’. Jednak ‘metodologia teorii ugruntowanej jest używana także przez adeptów innych szkół socjologicznych w najróżniejszych badaniach jakościowych, a także w mniejszym stopniu, ilościowych. Książka z roku 1967 The Discovery of Grouded Theory, nie tylko zalegitymizowała powszechnie użycie metod jakościowych, w czasie gdy ilościowe i pozytywistyczne podejście do badań zdominowało socjologię oraz wiele innych dyscyplin humanistycznych, ale także wskazała drogę budowania teorii ściśle związanej z badaniami empirycznymi. Przez całą swoją niezwykle twórczą karierę naukową, A. Strauss podkreślał wagę teorii i jej rolę w rozwoju wiedzy naukowej. Stworzył teorie rzeczowe średniego zasięgu, np. interakcyjną teorię procesów pracy medycznej (1985; wraz ze swymi współpracownikami) jak i teorie formalne, dotyczące np. ‘przejść statusowych’ (1971; wspólnie z B. Glaserem), czy kontekstów świadomości, negocjacyjną teorię ładu społecznego (1978), czy ogólną interakcjonistyczną teorię działania (1993).

## Najważniejsze prace
- Strauss A.L., 1959, Mirrors and Masks, San Francisco: The Sociology Press.
- Strauss A. L.,1978, Negotiations, San Francisco: Jossey - Bass.
- Strauss A.L., 1987, Qualitative Analysis for Social Sciemtists, Cambridge: Cambridge University Press.
- Strauss A.L., Faugerhaugh S., Suczek B., Wiener B., 1985, Social Organization of Medical Work, Chicago, London: The University of Chicago Press.
- Strauss A., Corbin J., 1990, Basics of Qualitative Research, London: Sage.
- Strauss A. L., 1991, Creating Sociological Awareness. Collective Images and Symbolic Representations. New Brunswick & London: Transaction Publishers.
- Strauss A. L., 1993, Continual Permutations of Action, New York: Aldine.
- Strauss A., J. Corbin, 1997, Grounded Theory in Practice, Thousand Oaks: Sage.
- Strauss A.L., Schatzman L., Bucher R., Ehrlich D., Sabshin M., 1964, Psychiatric Ideologies and Institutions, Free Press of Glencoe, N.Y.
- Glaser B. i A. L. Strauss 1967 Discovery of Grounded Theory : Strategies for Qualitative Research. Chicago : Aldine.
- Glaser B., Strauss A., 1964, Awareness Contexts and Social Interaction, American Sociological Review, 29, No. 5.
- Glaser B., Strauss A., 1965, Awareness of Dying, Chicago: Aldine.
- Glaser B., Strauss A. L., 1968, Time for Dying, New York: Aldine.
- Glaser B., Strauss A., 1971, Status Passagge. A Formal Theory. Chicago: Aldine.
- Schatzman L., Strauss A., 1973, Field Research, Englewood Cliffs, N.J.: Prentice Hall, Inc.